# 宾斯旺根
宾斯旺根是德国巴伐利亚州的一个市镇。总面积11.91平方公里，总人口1343人，其中男性708人，女性635人（2011年12月31日），人口密度113人/平方公里。